# August Seidel (Linguist)
August Seidel  (geb. 1863 in Helmstedt; gest. 1916) war ein deutscher Linguist und Orientalist, dessen Name als Verfasser von Schriften zu einem sprachlich weit gestreuten Feld bekannt ist.
Er war Sekretär der Deutschen Kolonialgesellschaft und veröffentlichte zu Themen der Sprachwissenschaft (insbesondere Japanologie und Afrikanistik) sowie zu Themen des Kolonial- und Sittenlebens.
August Seidel war der Herausgeber der  Zeitschrift für afrikanische, ozeanische und ostasiatische Sprachen 1895–1903. In seinem Buch Geschichten und Lieder der Afrikaner (1896) übersetzte er Märchen und Gesänge aus den semitischen, (seinerzeit so genannten) hamitischen und Bantusprachen sowie den (seinerzeit so genannten) Mischnegersprachen. Er war Redakteur der Deutschen Kolonialzeitung, der Beiträge zur Kolonialpolitik und Kolonialwirtschaft usw.

## Publikationen (Auswahl)
- Geschichten und Lieder der Afrikaner. Ausgewählt von A. Seidel, Berlin: Verein der Bücherfreunde Schall  &Grund, 1896 (zeno.org)
- Sprachlaut und Schrift. Eine allgemeine Einführung in die Physiologie, Biologie und Geschichte der Sprachlaute und der Schrift nebst Vorschlägen für eine Reform der Rechtschreibung und ein allgemeines linguistisches Alphabet. (A. Hartleben’s Bibliothek der Sprachenkunde, Band 130). Wien & Leipzig: Hartleben (1920).

- als Herausgeber
  - Deutschen Kolonialzeitung
  - Beiträge zur Kolonialpolitik und Kolonialwirtschaft